# Czubacz gołolicy
Czubacz gołolicy (Crax fasciolata) – gatunek dużego ptaka z rodziny czubaczy (Cracidae), zamieszkujący interior Ameryki Południowej. Narażony na wyginięcie.

## Systematyka
Wyróżnia się trzy podgatunki C. fasciolata:
- C. f. fasciolata Spix, 1825 – czubacz gołolicy[4] – niziny Brazylii do Paragwaju i północno-wschodniej Argentyny,
- C. f. grayi Ogilvie-Grant, 1893 – wschodnia Boliwia,
- C. f. pinima Pelzeln, 1870 – czubacz parański[4] – północno-wschodnia Brazylia.

Podgatunek pinima bywa przez niektórych autorów uznawany za odrębny gatunek. 

## Morfologia
Czubacz gołolicy to duży ptak osiągający długość 77–85 cm i masę 2700–2800 g. (samiec) oraz 75 cm długości i 2200–2700 g. masy (samica). Występuje dymorfizm płciowy. Samiec ma czarne górne części ciała lekko połyskujące oliwkowozielonkawym i niebieskim odcieniem. Pierś i przednia część brzucha czarna, natomiast spód ciała śnieżnobiały. Głowa z nieopierzoną, ciemnoszarą skórą wokół czerwono-brązowych oczu i z żółtą nasadą dzioba (woskówką). Nogi samca są ciemnoszare. Samica z kolei ma czarną głowę z całkowicie ciemnym dziobem, czarną skórą wokół oczu, czarnym upierzeniem szyi i przodu ciała. Pozostałe górne części są czarne z charakterystycznym, białym prążkowaniem. Czarny ogon zakończony jest na biało lub ochrowo, a spód ciała jest ochrowy, blednący do żółtawego na brzuchu. Obydwie płcie posiadają charakterystyczne, kędzierzawe pióra na wierzchu głowy, tworzące luźny czub. U samca jest on jednolicie czarny, u samicy biało-czarny. Nogi samicy są blado czerwone.

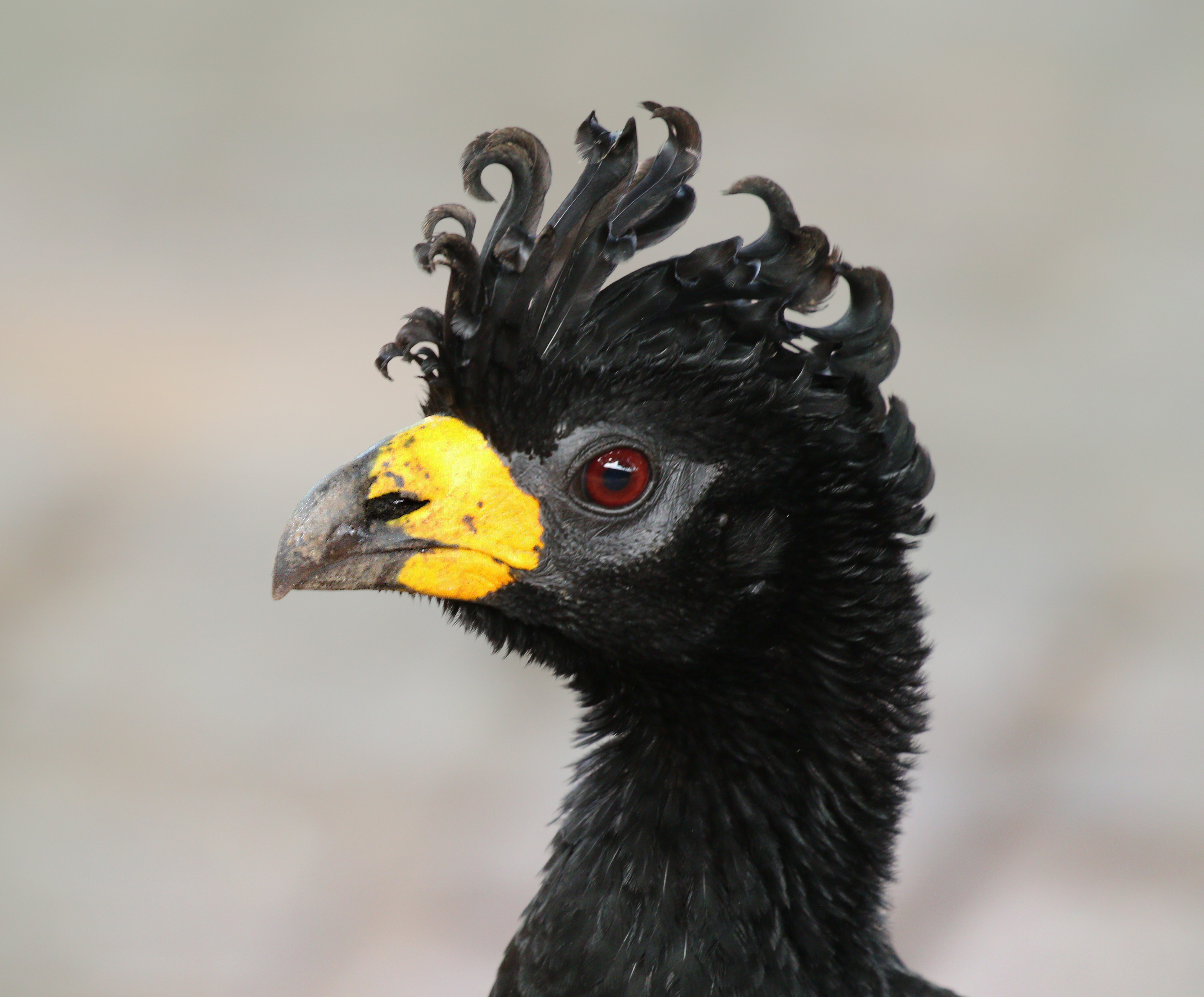
Głowa samca Pantanal, Brazylia
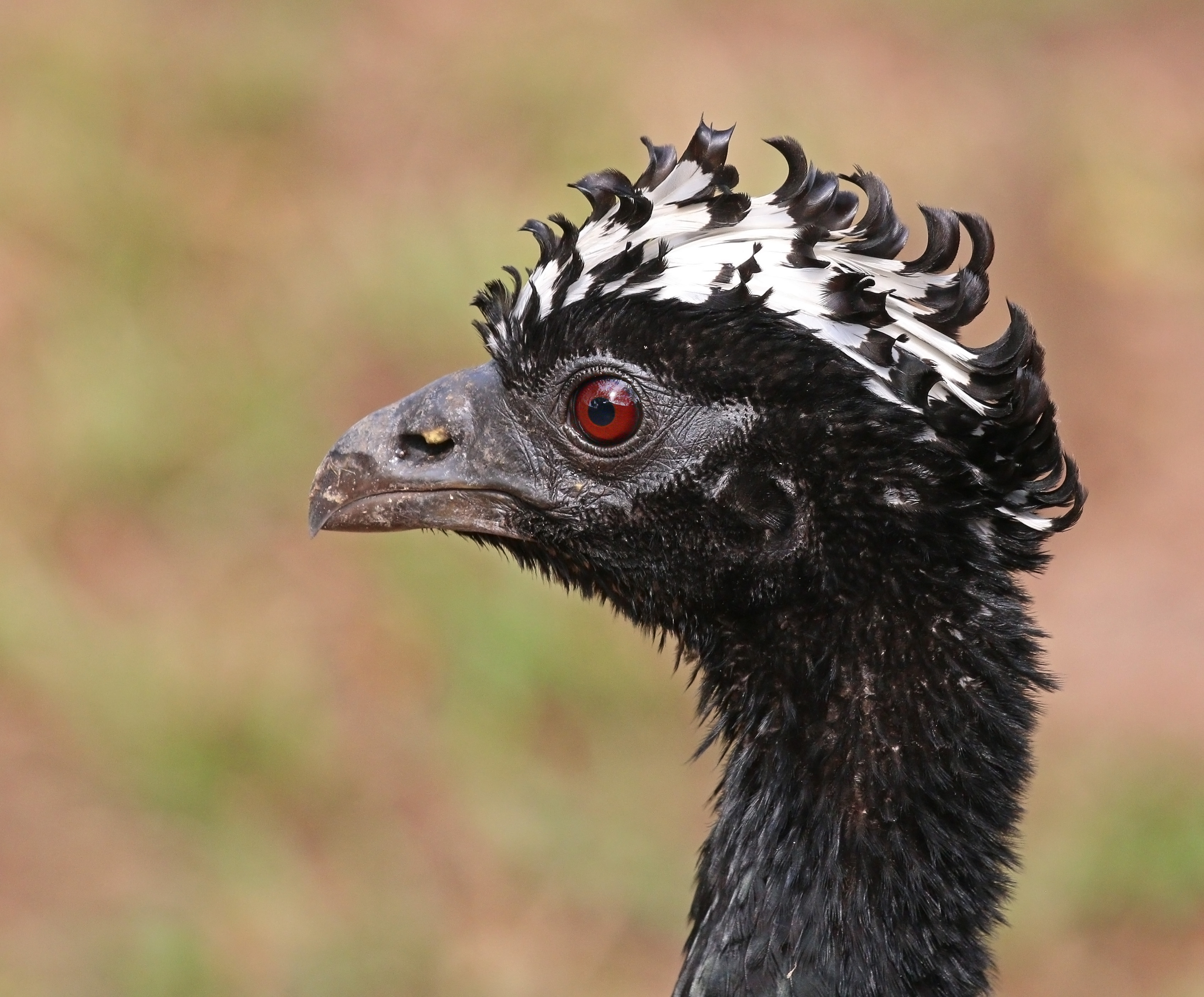
Głowa samicy Pantanal, Brazylia

## Zasięg, środowisko, ekologia
Występuje w środkowej Brazylii: zachodniej części Wyżyny Brazylijskiej i południowo-wschodniej Amazonii – w dorzeczu rzek Xingu, Araguaia i Tocantins oraz Wyżynie Mato Grosso; a także we wschodniej (nizinnej części) Boliwii, w Paragwaju i północno-wschodnich krańcach Argentyny. Czubacz gołolicy żyje w wilgotnych lub półsuchych lasach i lasach galeriowych, często w pobliżu obrzeży lasu. Jest ptakiem osiadłym. Żywi się głównie owocami, ale zjada również nasiona, kwiaty i małe bezkręgowce. Rozród odbywa się latem w południowej części zasięgu, a gniazda stanowią platformy z patyków na drzewach, budowanych na wysokości 4–5 metrów. Samica sama wysiaduje jaja przez ok. miesiąc. Tuż po wykluciu samica chroni młode nocami pod skrzydłami. Młode początkowo są karmione przez obydwoje rodziców, choć szybko zaczynają zdobywać pokarm samodzielnie. Rodzice w tym czasie je dokarmiają, lub nawołują po znalezieniu źródeł pokarmu. 

## Status
Międzynarodowa Unia Ochrony Przyrody (IUCN) od 2014 roku uznaje czubacza gołolicego za gatunek narażony (VU – Vulnerable). Trudno oszacować całkowitą liczebność populacji ze względu na duży areał występowania. Wprawdzie lokalnie bywa całkiem liczny, w wielu miejscach zasięgu znikł lub spotykany jest rzadko. Trend liczebności populacji uznaje się za spadkowy. Do głównych zagrożeń dla gatunku należy bardzo szybkie wylesianie, zwłaszcza w Brazylii, a także polowania (dla mięsa, sportu czy z przeznaczeniem na handel).
IUCN od 2014 roku uznaje czubacza parańskiego (C. f. pinima) za odrębny gatunek; jest on klasyfikowany jako gatunek krytycznie zagrożony (CR, Critically Endangered). Liczebność jego populacji szacuje się na zaledwie 10–49 dorosłych osobników, a jej trend oceniany jest jako spadkowy.